# Würth-Literaturpreis
Der mit 7.500 Euro dotierte Würth-Literaturpreis war ein für den Nachwuchs geschaffener Preis.

## Geschichte
Die Auszeichnung wurde von 1996 bis 2019 im Rahmen der Tübinger Poetik-Dozentur an der Eberhard Karls Universität Tübingen von der Stiftung Würth verliehen. Das Thema des Literaturwettbewerbs stellte der jeweilige Poetikdozent in seiner letzten Vorlesung. Prämiert wurden laut Veranstalter Prosa-Texte mit einer Länge von circa 10.000 Zeichen, die überzeugend eigene sprachliche Wege gingen. Das Preisgeld wurde auf zwei Preisträger aufgeteilt.
Die Jury bildeten: Hans-Ulrich Grunder (Erziehungswissenschaftler, Basel); Dorothee Kimmich (Literaturwissenschaftlerin und Organisatorin der Poetik-Dozentur, Eberhard Karls Universität Tübingen); Karl-Heinz Ott (Schriftsteller, Freiburg); Manfred Papst (Leiter der Kulturredaktion, Neue Zürcher Zeitung am Sonntag); Thomas Scheuffelen (Professor für Literaturwissenschaft, TU Darmstadt). Geleitet wurde die Jury von Philipp Alexander Ostrowicz (Copenhagen Business School, Kopenhagen).
Die Texte der Preisträger wurden jeweils veröffentlicht.

## Veröffentlichungen/Liste der Preisträger
Erschienen im Swiridoff-Verlag. Herausgegeben von Dorothee Kimmich und Manfred Koch:
- 2005: Männlichkeitsrituale. Handkuss und Verbeugung. Thema vorgegeben von Ruth Klüger. Texte zum 16. Würth-Literaturpreis. (Künzelsau 2005). 1. Preis Gabriele Kögl.
- 2006: Zehn Jahre Montage. Thema vorgegeben von Lars Gustafsson. Texte zum 17. Würth-Literaturpreis (Künzelsau 2006). 1. Preis Lothar Kittstein, Norwegen.
- 2007: Der Kuttelkompromiß. Thema vorgegeben von Peter Esterházy. Texte zum 18. Würth-Literaturpreis (Künzelsau 2007). 1. Preis Kai Metzger, Kallreuter in der Grünmühle.

Erschienen im Swiridoff-Verlag. Herausgegeben von Dorothee Kimmich und Philipp A. Ostrowicz:
- 2008: Ausgehen. Thema vorgegeben von Feridun Zaimoglu. Texte zum 19. Würth-Literaturpreis (Künzelsau 2008). 1. Preis: Katharina Bendixen, Das Ansichtskartenafrika; 2. Preis für Roswitha Schmidt, Alpha.
- 2009: Never Again. Thema vorgegeben von Kiran Nagarkar. Texte zum 20. Würth-Literaturpreis (Künzelsau 2009). 1. Preis: Monika Radl, Nie wieder, Herr von Elo; 2. Preis für Hann-Linn Hava, Sein Name war Jonas.
- 2010: Wie fühlt es sich an, ein Tier zu sein. Thema vorgegeben von Jonathan Franzen. Texte zum 21. Würth-Literaturpreis (Künzelsau 2010). 1. Preis für Ulrike Schäfer, Das Haus; 2. Preis für Barbara Dickow, Pferd, hinten.
- 2011: Rosa ist das Grau der Optimisten. Thema vorgegeben von Juli Zeh. Texte zum 22. Würth-Literaturpreis (Künzelsau 2011). 1. Preis für Anke Laufer, Am Klippenrand; 2. Preise für Anna-Kathrin Warner, Schneeland und Gerhard Dick, Monbazillac.
- 2012: Es gibt eine Zeit der Sehnsucht, wo ihr Gegenstand noch keinen Namen trägt. Thema vorgegeben von Brigitte Kronauer. Texte zum 23. Würth-Literaturpreis (Künzelsau 2012). 1. Preis für Maxim Biller, Liebe auf israelisch; 2. Preis für Ursula Wiegele, Tanz der Zuckerfee.
- 2013: Die Schönheitskönigin Sarah Rotblatt fährt an einer Tankstelle vor. Thema vorgegeben von Christoph Ransmayr. Texte zum 24. Würth-Literaturpreis (Künzelsau 2013). 1. Preis für Norbert Müller, Zigaretten holen; 2. Preis für Kai Metzger, Morningside Drive.
- 2014: Ein Ausflug zu dritt. Thema vorgegeben von Hans Magnus Enzensberger und Dirk von Petersdorff. 1. Preis für Waltraud Bondiek, Weg, nur weg; 2. Preis für Karoline Menge, Beinahe Freunde.
- 2015: In der Fremde zu Hause. 1. Preis für Katharina Hartwell, Konstantin West und ich schauen uns eine Wohnung an, in die wir niemals einziehen werden; 2. Preis für Doris Anna Schilz, Tatort.[5]
- 2016: Kurz-Info Schränkung und Blattstärke. 1. Preis für Kai Metzger, Fuge Null und andere Einrichtungsideen; 2. Preis für Stefan Habermann, Sägebild und Seelenbild; 3. Preis für Klaus Gottheiner, Säge, Wald und Untergang.[6]
- 2017: After I met you, I saw myself as another. 1. Preis für Stefan Petermann, Trockenschwimmen; 2. Preis für Synke Köhler, Die Vermessung der Gehwegplatten
- 2018: Ein gelber Schuh. 1. Preis für Carola Gruber, Schon gut; 2. Preis für Yael Inokai, Der Ausländer
- 2019: Am Grab von Joseph Brodsky. Thema vorgegeben von Uwe Timm. 1. Preis für Sven Amtsberg, Rakete Schmidt; 2. Preis für Silke Andrea Schuemmer, Borschtsch in Venedig